# Nailsworth
Nailsworth és un poble de Gloucestershire (Regne Unit) situat en una de les valls de Stroud, a les Cotswolds. A 2011 tenia 5.794 habitants i és travessat per la carretera A46.
En temps antics era un assentament ubicat a la confluència de la vall d'Avening i la vall de Woodchester, a la riera de Nailsworth. Posteriorment es convertí en un petit poble moliner i actualment és una localitat reposada i tranquil·la que a l'estiu és visitada pels senderistes i celebra un mercat cada dos caps de setmana.
El petit centre del poble ha crescut a principis del segle xxi i ara hi ha diverses botigues poc comunes i d'alta qualitat, com ara un forn de pa, una xarcuteria, magatzems d'eines, una carnisseria, una llibreria o una galeria d'art. L'equip de futbol, els Forest Green Rovers, és un dels millors de la Football Conference (competicions regionals d'Anglaterra).
Cada primavera s'hi celebra el Nailsworth Festival, durant el qual hi ha molts esdeveniments culturals i un concert gratuït de rock (Nailstock) als camps dels afores, on els grups locals poden mostrar el seu talent.
Nailsworth està agermanat amb Lèves (França).